# Linha 9 do Tramway d'Île-de-France
A linha 9 do Tramway d'Île-de-France ou T9 (anteriormente conhecido como o Tramway Porte de Choisy - Orly Ville ou TPO) é uma linha que interliga a Porte de Choisy em Paris a Orly através da estrada departamental D5 (antiga RN 305), que substituiu a linha de ônibus 183, servindo as comunas de Paris, Ivry-sur-Seine, Vitry-sur-Seine, Choisy-le-Roi, Thiais e Orly.
Em 22 de janeiro de 2014, o Sindicato de Transportes da Île-de-France (STIF) publicou um plano apresentando os inícios das operações no horizonte 2020, no qual ele atribui a essa linha o número "9" e o ciano primário a cor. Em 10 de abril de 2021 a linha foi inaugurada.

Plano da linha.

## Objetivo do projeto
O objetivo é descongestionar os transportes públicos existentes, incluindo a linha de ônibus 183 (Porte de Choisy – Aéroport d'Orly Terminal Sud) tornada a linha de ônibus mais movimentada da Île-de-France depois do Trans-Val-de-Marne, e para assegurar a correspondência com a linha 3a do tramway e a linha 7 do metrô em Porte de Choisy, com o RER C na estação de Choisy-le-Roi e, em Orly, na estação de Les Saules, com a linha 15 (trecho Pont de Sèvres – Noisy - Champs) do Grand Paris Express em Vitry Centre. e com linhas de ônibus nas proximidades, incluindo o Trans-Val-de-Marne (TVM), e a linha 393 (Corredor Thiais – Pompadour – Sucy) em Choisy-le-Roi

## História do projeto
Quando houve o conselho de administração de 7 de dezembro de 2011, o Sindicato de Transportes da Île-de-France (tornado Île-de-France Mobilité) aprovou o acordo de financiamento de estudos, relacionados à criação da linha, que permitiram gerar os documentos necessários para a apresentação do projeto ao público, em uma consulta agendada para o segundo semestre de 2012 e depois uma enquete pública em 2014. Estes serão o resultados destes estudos é que vão estabelecer a data de início do trabalho, a duração do canteiro e o orçamento global. O custo estimado dos estudos e debates com o público atingiu 3,6 milhões de euros, financiados em 54% pela Região, em 23% pelo Estado, e 23% pelo Conselho geral do Vale do Marne.
Em 11 de abril de 2012, o sindicato valida a pasta com os objetivos e as características principais do projeto. A consulta pública foi ainda programada na data originalmente planejada. O sindicato também anunciou que o trabalho deveria começar a partir de 2016, para uma abertura prevista em 2020. Além disso, a linha deve ter um comprimento de dez quilômetros com vinte estações e cerca de 70 000 passageiros por dia.
A consulta decorreu de 22 de outubro a 30 de novembro de 2012.. A consulta pública decorreu de 2 de junho a 5 de julho de 2014
O projeto foi declarado de utilidade pública em 2 de fevereiro de 2015.
As obras de deslocamento dos tubos do gás e de água começaram durante o verão de 2016 e estavam previstas para ser concluídas até ao verão de 2017, quando a construção da linha deveria começar. Durante o fim de semana de 15 de agosto de 2017 foi realizado o deslizamento de duas ponte de estruturas até o local final para permitir um cruzamento subterrâneo do feixe ferroviário formado de quatro linhas (RER C, Grande Ceinture, da Linha de Choisy-le-Roi a Massy - Verrières e da linha Paris‐Orléans) ao chegar no local de manutenção e estacionamento do T9 situado no terreno de Les Vœux em Orly.
Em dezembro de 2020, começam os primeiros testes da linha no traçado sul do bonde, entre seu terminal Orly - Gaston Viens e Rouget de Lisle. Em janeiro de 2021, eles são realizados em todo o traçado.. Em 1 de março de 2021, começa a marcha branca da linha, que é inaugurada em 10 de abril de 2021. Mais de 80 000 passageiros diários são aí atendidos

## Estações

### Lista de estações
A linha é composta de dezenove estações. Os nomes das estações não são definitivos, mas os nomes listados aqui são do mapa publicado no site oficial do projeto.
- Porte de Choisy
- Barbès-Châteaudun
- Pierre et Marie Curie
- Barbusse
- Germaine Tailleferre
- Champs Fleuris
- Musée Mac-Val
- Hôtel de Ville de Vitry
- Camille Groult
- Constant Coquelin
- Plâtrières
- Trois communes
- Verdun-Hoche
- Rouget de Lisle
- Carle-Darthe
- Four-Peary
- Christophe Colomb
- Les Saules
- Orly-Gaston Viens

## Extensões

### Extensão para o sul
A posição do terminal vai permitir uma ampliação posterior para a linha de tramway para o sul, desde o lugar do Cavalo de Ferro até a plataforma do aeroporto de aeroporto de Orly, para uma correspondência com a linha 14 do Metrô de Paris e a linha 18 do Grand Paris Express, bem como com a linha 7 do Tramway d'Île-de-France.

### Extensão para o norte
Durante a consulta do projeto, avisos foram emitidos propondo uma extensão da nova linha para o place d'Italie pela avenue de Choisy. Isto permitirá novas correspondências (linhas 5 e 6 do metrô) e uma melhoria do serviço do 13.º arrondissement de Paris. Esta opinião foi baseada no fato de que a linha T9 deve levar seus passageiros para a estação Porte de Choisy da linha 7, situada no ramal sudeste da linha em que duas vezes menos de metrô circulam em comparação com o número de trens que passam pela estação Place d'Italie servida por todos os metrôs da referida linha 7.